# Vleugelbandnachtzwaluw
De vleugelbandnachtzwaluw (Systellura longirostris synoniem: Caprimulgus longirostris) is een vogel uit de familie van de nachtzwaluwen (Caprimulgidae).

## Verspreiding en leefgebied
De broedgebieden van de vleugelbandnachtzwaluw liggen in Argentinië, Bolivia, Brazilië, Chili, Colombia, Ecuador, Paraguay, Peru, Uruguay en Venezuela. Het is een vogel verschillende typen bos in de overgangszone tussen vochtig bergbos en droge gebieden met struikgewas. De vogel mijdt tropisch regenwoud.
De soort telt acht ondersoorten:
- S. l. ruficervix: Colombia, Venezuela en Ecuador.
- S. l. roraimae: de tepuis van zuidelijk Venezuela.
- S. l. atripunctata: van Peru tot noordwestelijk Argentinië.
- S. l. bifasciata: Chili en westelijk Argentinië.
- S. l. pedrolimai: noordoostelijk Brazilië.
- S. l. longirostris: zuidoostelijk Brazilië, Paraguay, Uruguay en noordoostelijk Argentinië.
- S. l. mochaensis: centraal Chili.
- S. l. patagonica: centraal en zuidelijk Argentinië.

## Status
De vleugelbandnachtzwaluw heeft een groot verspreidingsgebied en daardoor is de kans op uitsterven gering. De grootte van de populatie is niet gekwantificeerd maar deze nachtzwaluw is plaatselijk algemeen. Om deze redenen staat hij als niet bedreigd op de Rode Lijst van de IUCN.